# Per Weiland

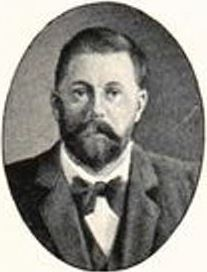
Per Weiland.

Per Månsson Weiland, född 5 mars 1860 i Vinslövs socken, Kristianstads län, död 10 april 1907 på Uppsala hospital, var en svensk tidningsman. 
Weiland var redaktionssekreterare i Nya Skånska Posten januari till december 1884, redaktör och utgivare av Upsala-Posten från december 1886 till 1890 och av Trumf från december 1888 till november 1891. Han var även verksam som skriftställare. 
I Weilands skrift Göingen (1887) är återgivningen av bygdemålet långt drivet åt det fonetiska och vokabulären så pass svårtillgänglig att en lång ordlista tillfogats. I några av sina lyrisk stycken har han ett vemodigt och mycket personligt uttryck. I dikten "Draingen" låter han en dräng tala om sitt öde med tung resignation: "for ain gang bleer ad bedor, ain gang en ska ju dö".